# Till Gloger
Till David Gloger (Bochum, 26 gennaio 1993) è un cestista tedesco.